# كايويلا
بلدية كايويلا (بالإسبانية: Cayuela)‏, هي إحدى بلديات مقاطعة برغش, التي تقع في منطقة قشتالة وليون, والتي تقع في شمال غرب إسبانيا.
يبلغ عدد سكانها 132 نسمة وفقاً لإحصائية سنة (2002).